# Walter König (Politiker, Januar 1908)

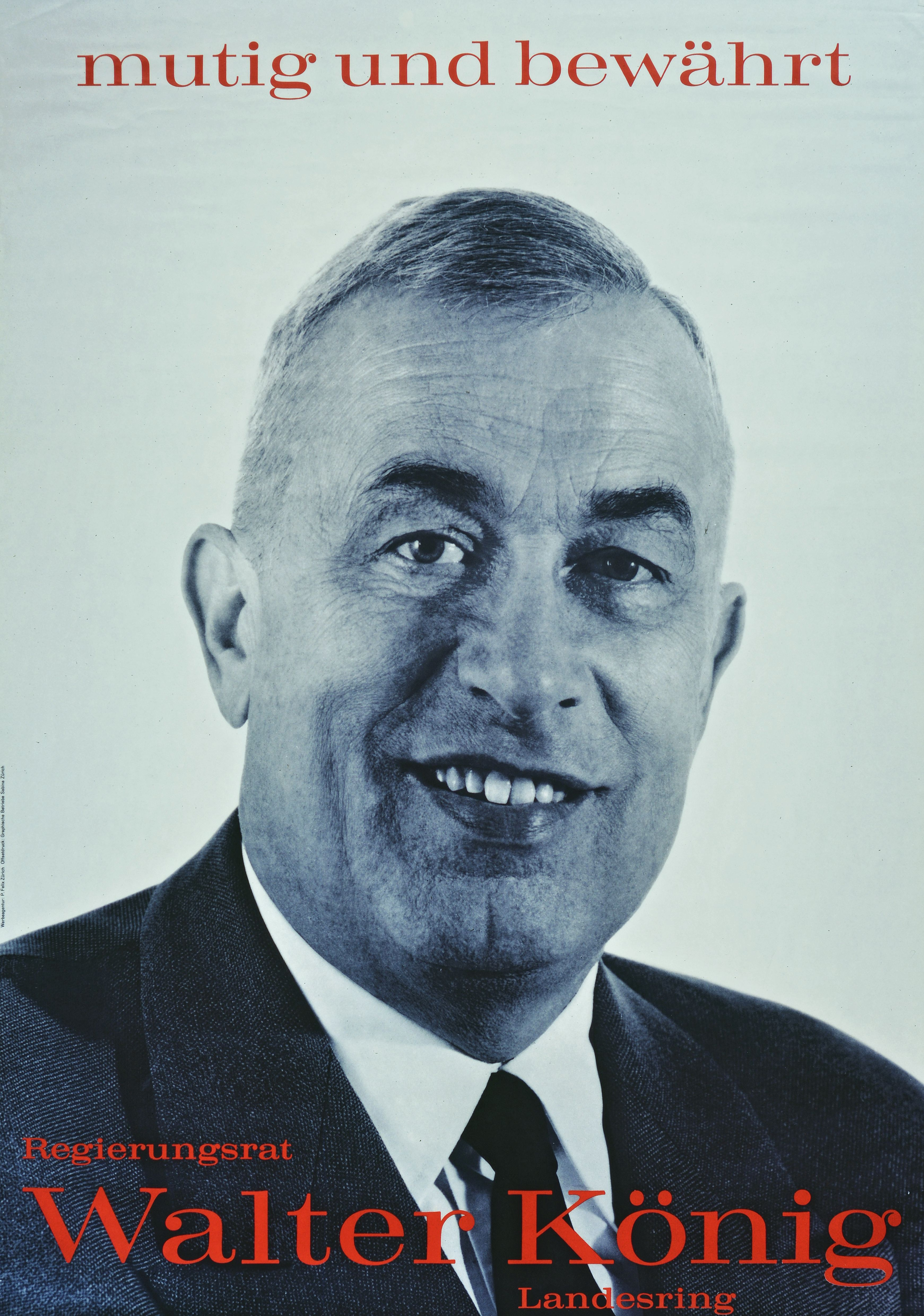
Walter König, Wahlplakat Regierungsrat

Walter König (* 13. Januar 1908 in Zürich; † 20. Februar 1985 in Zollikon, reformiert, heimatberechtigt in Küsnacht, Zürich sowie Glarus) war ein Schweizer Politiker (LdU).

## Biografie
Walter König kam am 13. Januar 1908 in Zürich als Sohn des Metzgermeisters Johann Jakob König und der Emma Anna geborene Meister zur Welt. Walter König belegte zwischen  1926 und 1931 ein Studium der Rechte an der Universität Zürich, das er 1933 mit dem Erwerb des akademischen Grades eines Dr. iur. abschloss.
In der Folge war er von 1934 bis 1937 als Rechtsanwalt in Uster tätig. Im unmittelbaren Anschluss war er bis 1942 als Bezirksanwalt, anschliessend bis 1945 als Bezirksrichter in Zürich und schliesslich bis 1951 als Oberrichter eingesetzt. Zuletzt leitete er nach seinem Ausscheiden aus der Regierung ab 1971 wieder ein Anwaltsbüro.
Daneben war er im Zentralvorstand der Schweizerischen Radio- und Fernsehgesellschaft (SRG) vertreten und fungierte als Präsident der Interkantonalen Landeslotterie sowie des Schweizer Zahlenlottos. In der Schweizer Armee diente König im Rang eines Oberstleutnants.
Walter König heiratete im Jahr 1938 Vroni, die Tochter des Winterthurer Elektrikers Emil Leemann. Er verstarb am 20. Februar 1985 einen Monat nach Vollendung seines 77. Lebensjahres in Zollikon.

## Politisches Wirken
Walter König, Mitglied des Landesring der Unabhängigen, amtierte zunächst von 1938 bis 1942 als Gemeinderat in Zürich. Im Jahr 1951 wurde er in den Zürcher Regierungsrat gewählt, dem er bis 1971 angehörte. Dort stand er zuerst der Polizei- und Militär-, ab 1959 der Erziehungsdirektion vor. Darüber hinaus vertrat er den Kanton von 1951 bis 1955 sowie 1959 bis 1979 im Nationalrat.
Walter König baute durch Erweiterungen und Neugründungen alle Schulstufen des Kantons aus, modernisierte das Bildungswesen, gründete 1970 die Kantonale Maturitätsschule für Erwachsene und passte die Lehrerbildung den neuen Erfordernissen an. Überdies ordnete er 1963 mittels einer Revision der Kantonsverfassung und mit zwei neuen kantonalen Kirchengesetzen das Verhältnis zwischen Staat und Kirche neu, indem die Evangelisch-reformierte Landeskirche mehr Autonomie erhielt und neu auch die römisch-katholische Kirche in der Form der «römisch-katholischen Körperschaft» kantonsweit öffentlich-rechtlich anerkannt wurde (zuvor aus historischen Gründen nur in Dietikon und Rheinau).